# کیکان راندال
کیکان راندال (انگلیسی: Kikkan Randall؛ زادهٔ ۳۱ دسامبر ۱۹۸۲) اسکی‌باز صحرانوردی اهل ایالات متحده آمریکا است.